# Кондрицкий Николаевский монастырь
Кондрицкий Николаевский монастырь (Монастырь Кондрица; рум. Mănăstirea Condrița) — мужской монастырь Кишинёвской епархии Русской православной церкви в селе Кондрица муниципия Кишинёва.

## История
Монастырь основан в 1783 году иеромонахом Иосифом из Каприянского монастыря. Каменная церковь во имя святителя Николая Чудотворца перестроена в 1820 году иеромонахом Рафаилом. В 1895—1897 годах построен зимний Успенский храм. 1 сентября 1918 года Кондрицкий скит был отделён от Каприянского монастыря и стал самостоятельной обителью.

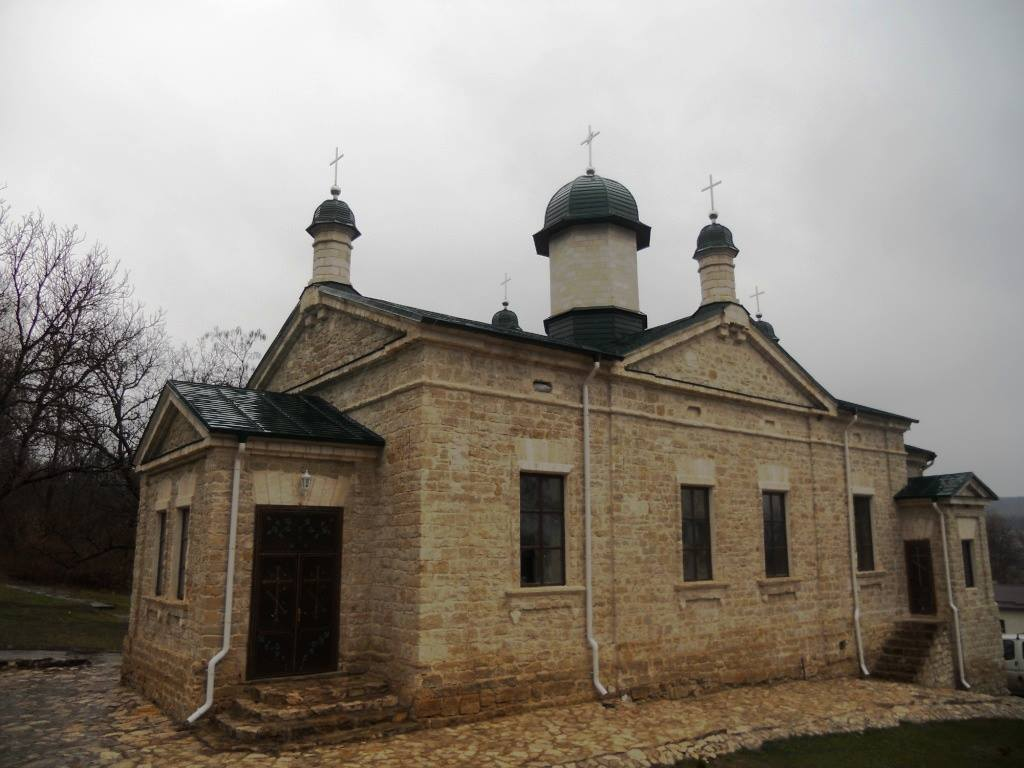
Успенская церковь

В 1946 году советские власти отдали часть монастырских построек под нужды сельскохозяйственного училища. В 1947 году монастырь был закрыт. Монахи перешли в Каприянский и Сурученский монастыри, а здания переданы училищу, в которых оно располагалось до 1960 года. Тогда в монастырских постройках открыли пионерский лагерь. Зимняя Никольская церковь была превращена в клуб, а летняя Успенская — в склад. На монастырском кладбище установили эстраду, а большую часть надгробий уничтожили.
Возрождён в мае 1993 года.
С 1993 года настоятелем Кондрицкого монастыря был архимандрит Филарет (Панку).